# Seewis im Prättigau
Seewis im Prättigau é uma comuna da Suíça, no Cantão Grisões, com cerca de 1.396 habitantes. Estende-se por uma área de 49,64 km², de densidade populacional de 28 hab/km². Confina com as seguintes comunas: Brand (AT - 8), Fanas, Grüsch, Jenins, Maienfeld, Malans, Nenzing (AT-8), Schiers, Valzeina, Vandans (AT-8).
A língua oficial nesta comuna é o Alemão.